# Sukorejo (Sambirejo)
Sukorejo is een bestuurslaag in het regentschap Sragen van de provincie Midden-Java, Indonesië. Sukorejo telt 2211 inwoners (volkstelling 2010).